# 伊什塔尔之星

伊什塔尔之星

伊什塔尔之星或伊南娜之星，是美索不达米亚地区苏美尔女神伊南娜和闪米特女神伊什塔尔的象征。除了伊什塔尔之星以外，猫头鹰也是伊什塔尔的主要象征之一。伊什塔尔主要与金星有关，因为金星也被称为晨星。

## 历史

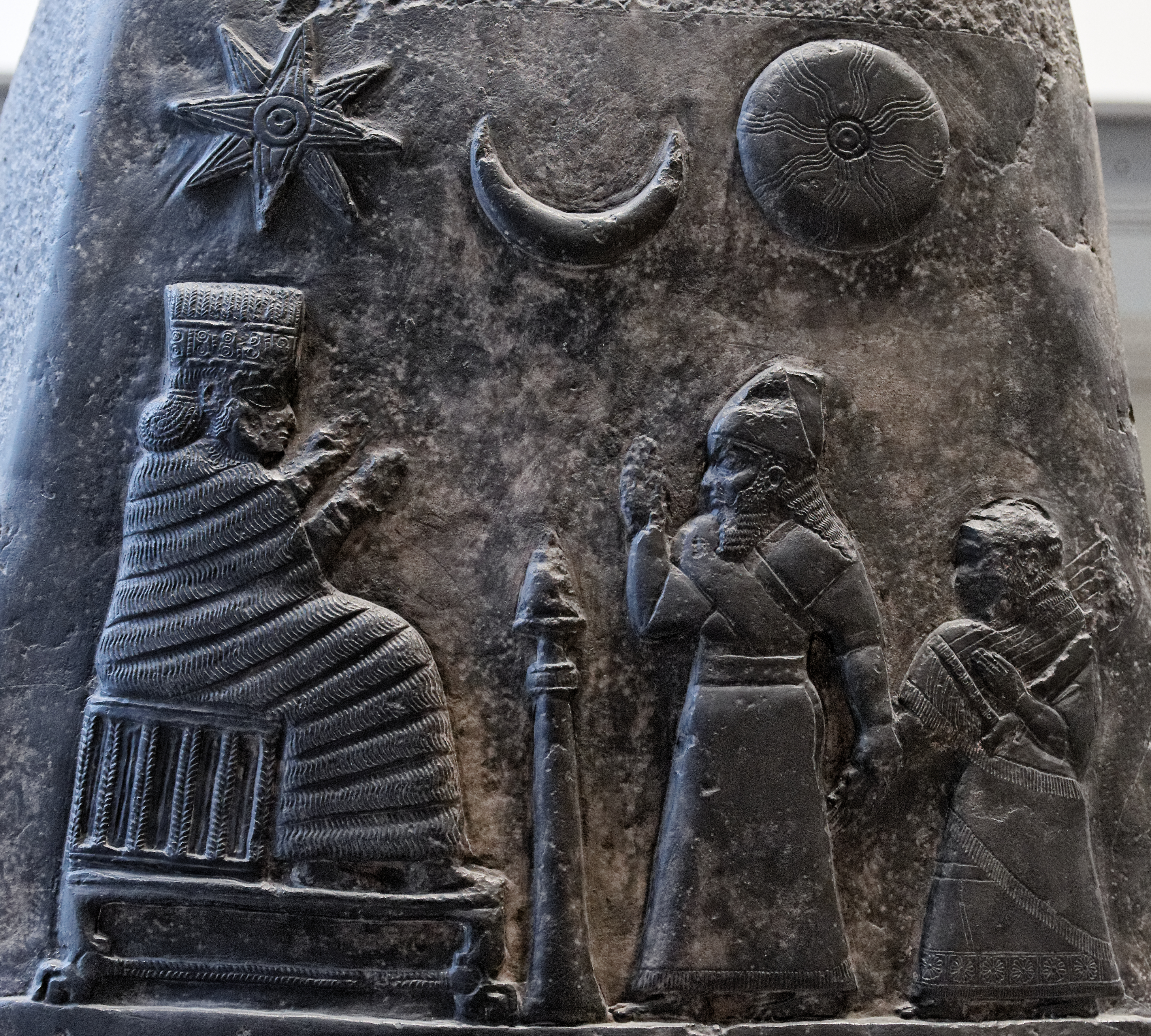
公元前12世纪，梅利希帕克二世的赠地文书上描绘的伊什塔尔之星（左）

伊南纳之星通常有八个角， 尽管实际的角数常常有所不同，比如六角星的版本也经常出现，但其象征意义不明。八角星是伊南娜最常见的象征，后来则成为女神伊什塔尔最常见的象征，与伊南纳类似，伊什塔尔是东闪米特人神话中的伊南纳。它最初似乎与天空联系在一起，但到了古巴比伦时期，它开始与金星有着特殊的联系，而伊什塔尔就是与金星相关的。从同一时期开始，伊什塔尔之星通常会被描绘在一个封闭的圆盘内。
后来，在伊什塔尔神庙工作的奴隶有时会被烙上八角星的印记。在一些赠地文书和滚筒印章上，八角星有时会与新月一起出现，新月是月神辛的象征，而放射状的太阳圆盘则是太阳神沙马什的象征。
玫瑰花结是伊什塔尔的另一个重要象征，而这同样最初属于伊南娜。在新亚述帝国时期，玫瑰花结实际上可能已经取代了伊什塔尔之星，成为伊什塔尔的主要象征。而亚述古城的伊什塔尔神庙装饰着无数的玫瑰花结。 

## 伊拉克国旗
- 1959年至1963年间的伊拉克国旗，伊什塔尔之星位于正中间
- 1959年至1965年，在伊拉克总理阿卜杜勒-卡里姆·卡塞姆统治时期的伊拉克共和国的国徽。在这个国徽上可以看到沙玛什和伊什塔尔的符号，同时，这个国徽刻意避免出现具有泛阿拉伯特征的符号。

在阿拉伯语中，该符号被称为阿拉伯语：‎，羅馬化：najmat eshtar。1932年至1959年间，伊什塔尔之星和沙玛什同时出现在伊拉克王国的国徽上面。
1959年至1963年间，伊什塔尔之星带有红色射线和黄色中心的简化版本被出现在伊拉克国旗上。 1959年至1965年间，它还与象征沙玛什的太阳日轮一起出现在伊拉克国徽上  

## 其他相关
- 巴比伦之狮
- 八角形
- 拉克希米之星